# Blaesoxipha laotudingensis
Blaesoxipha laotudingensis är en tvåvingeart som beskrevs av Hsue 1978. Blaesoxipha laotudingensis ingår i släktet Blaesoxipha och familjen köttflugor. Inga underarter finns listade i Catalogue of Life.